# Spas Delew
Spas Borisławow Delew (bułg. Спас Бориславов Делев, ur. 22 września 1989 w Kluczu) – bułgarski piłkarz występujący na pozycji pomocnika lub napastnika w Łokomotiw Sofia  oraz w reprezentacji Bułgarii.

## Kariera klubowa
Delew jest wychowankiem Bełasicy Petricz. Następnie grał w Pirinie Błagojewgrad. W barwach tego klubu zadebiutował w II lidze bułgarskiej w sezonie 2008/09. Pod koniec 2008 roku doszło do fuzji z innym klubem PFC Pirin Błagojewgrad występującym w I lidze bułgarskiej i Delew spędził drugą część sezonu, grając w najwyższej klasie rozgrywkowej w Bułgarii. Następnie został wypożyczony do CSKA Sofia, a po sezonie został definitywnie zawodnikiem tego klubu za kwotę 230 tysięcy euro. W styczniu 2012 podpisał 3,5 letni kontrakt z tureckim Mersin i przeszedł do tego klubu za kwotę 1 mln Euro. W Mersin nie mógł się zaaklimatyzować, po pół roku rozwiązał kontrakt i wrócił do CSKA Sofia. W lipcu 2016 roku wraz z końcem umowy z Beroe Stara Zagora podpisał trzyletni kontrakt z Pogonią Szczecin.

## Kariera reprezentacyjna
25 marca 2017 strzelił dwie pierwsze bramki w karierze dla reprezentacji Bułgarii w wygranym 2:0 meczu eliminacji do Mistrzostw Świata z Holandią. Za ten występ został wybrany przez magazyn France Football do jedenastki V kolejki eliminacji do Mistrzostw Świata.

## Sukcesy
CSKA Sofia
- Puchar Bułgarii: 2010/11
- Superpuchar Bułgarii: 2011

Łudogorec Razgrad
- mistrzostwo Bułgarii: 2021/22, 2022/23, 2023/24
- Puchar Bułgarii: 2022/23
- Superpuchar Bułgarii: 2022